# Aloe paedogona
Aloe paedogona är en grästrädsväxtart som beskrevs av Alwin Berger. Aloe paedogona ingår i släktet Aloe och familjen grästrädsväxter. Inga underarter finns listade i Catalogue of Life.